# Bronze
Bronze är ett vattendrag i Belgien.   Det ligger i provinsen Luxemburg och regionen Vallonien, i den sydöstra delen av landet, 110 km sydost om huvudstaden Bryssel.
I omgivningarna runt Bronze växer i huvudsak blandskog. Runt Bronze är det ganska glesbefolkat, med 28 invånare per kvadratkilometer.